# Москвичёв, Владимир Павлович
Влади́мир Па́влович Москвичёв (31 мая 1925, Новинск, Оршанский район, Марийская автономная область, РСФСР, СССР — 2 февраля 2000, Йошкар-Ола, Марий Эл, Россия) — советский государственный и хозяйственный деятель. Электромеханик Зеленогорского лесопункта Суслонгерского леспромхоза Звениговского района Марийской АССР (с 1957). Депутат Верховного Совета СССР 5-го созыва (1958—1962). Участник Великой Отечественной войны.

## Биография
Родился 31 мая 1925 года в деревне Новинск ныне Оршанского района Республики Марий Эл. 
В 1943 году призван в РККА. Участник Великой Отечественной войны: наводчик миномёта, стрелок танка Т-34 34 гвардейской мотострелковой бригады 12 танкового корпуса, гвардии ефрейтор. В Польше в ноябре 1944 года его пехотная рота подверглась налету вражеской авиации: в ходе боя он уничтожил 30 гитлеровцев, склад с боеприпасами, 4 повозки, 1 пулемёт и 2 подавленных пулемётных точки противника. Участвовал в штурме Берлина. Был ранен. После окончания войны продолжил военную службу в Германии. Демобилизовался из армии в 1948 году в звании гвардии младшего сержанта.  Награждён орденами Отечественной войны I степени, Славы III степени и медалями. 
После демобилизации вернулся на родину. С 1951 года — моторист передвижной электростанции Октябрьского лесопункта, с 1957 года — электромеханик Зеленогорского лесопункта Суслонгерского леспромхоза Звениговского района Марийской АССР. Некоторое время был военруком в одном из учебных заведений в г. Йошкар-Оле. Награждён медалями и Почётной грамотой Президиума Верховного Совета Марийской АССР.
В 1958—1962 годах избирался депутатом Верховного Совета СССР 5-го созыва.
Скончался 2 февраля 2000 года в г. Йошкар-Оле.

## Награды
- Орден Отечественной войны I степени (01.08.1986)[1]
- Орден Славы III степени (25.03.1945)[1]
- Медаль «За отвагу» (СССР) (02.11.1944)[1]
- Медаль «За победу над Германией в Великой Отечественной войне 1941—1945 гг.» (09.05.1945)
- Медаль «За взятие Берлина»
- Медаль «За доблестный труд. В ознаменование 100-летия со дня рождения Владимира Ильича Ленина» (1970)
- Почётная грамота Президиума Верховного Совета Марийской АССР (1952)[1]